# Espúrio Carvílio Máximo
Espúrio Carvílio Máximo (em latim: Spurius Carvilius Maximus) foi um político da gente Carvília da República Romana, eleito cônsul por duas vezes, em 293 e 272 a.C., com Lúcio Papírio Cursor nas duas vezes. Espúrio Carvílio Máximo Ruga, cônsul em 234 e 228 a.C., era seu filho.

## Primeiros anos
Espúrio Carvílio nasceu equestre e serviu como edil curul em 299 a.C..

## Primeiro consulado (293 a.C.)
Foi eleito cônsul com Lúcio Papírio Cursor em 293 a.C.. Os dois invadiram Sâmnio, onde Carvílio tomou Amiterno. Em seguida, montou seu acampamento em frente do exército samnita, perto de Aquilônia, a alguma distância do acampamento de Carvílio. Passaram-se vários dias até que Papírio decidisse atacar o inimigo e um acordo entre os dois cônsules definiu que Carvílio atacaria Comínio que Papírio atacaria os samnitas na Batalha de Aquilônia para evitar que estes conseguissem qualquer tipo de ajuda da cidade. Papírio conseguiu, desta forma, uma brilhante vitória, graças principalmente a sua cavalaria, que forçou os samnitas a abandonarem seu acampamento.
| “ | A alegria de cada um dos dois exércitos romanos aumentou por causa do sucesso do outro. Depois de consultarem entre si, os cônsules permitiram que as duas cidades fossem saqueadas pelos soldados, incendiando-as assim que estivessem vazias. Aquilônia e Comínio foram destruídas pelo fogo no mesmo dia e os cônsules reuniram os dois acampamentos compartilhando o entusiasmo e as congratulações das legiões e seus comandantes. | ” |
|   | — Lívio, Ab Urbe condita X, 44.. |   |

Depois da batalha, Carvílio conquistou a cidade samnita de Vélia, Palombino e Herculano. Depois, a Carvílio coube a campanha contra as cidades etruscas e faliscas, que estavam em revolta aproveitando que o exército romano estava em Sâmnio. De volta à Etrúria, conquistou Troilo, obrigando os rebeldes a se render depois de pagar uma grande multa. Retornando a Roma, celebrou um triunfo pela vitória contra samnitas e etruscos.
Carvílio ficou muito popular por ter distribuído grande parte do butim que conquistou entre os soldados, diferente de Lúcio Papírio, que quase nada distribuiu. Mesmo depois disto, entregou ao tesouro 300 000 libras de bronze e gastou o resto na construção de um templo dedicado a deusa Fortuna. Utilizando as armaduras de bronze tomadas dos samnitas, ordenou a construção de uma estátua colossal de Júpiter no Capitólio, que se diz ter sido tão alta que podia ser vista a partir do templo no monte Albano. Segundo a lenda, o bronze que caiu da estátua durante o polimento foi suficiente para que Carvílio fizesse uma estátua de si próprio, colocada aos pés do colosso.

## Período intermediário (292–273 a.C.)
No ano seguinte, Carvílio foi nomeado legado junto ao cônsul Décimo Júnio Bruto Esceva, que não tinha experiência militar. O historiador Marco Veleio Patérculo afirma ainda que ele teria sido censor, provavelmente em 289 a.C..

## Segundo consulado (272 a.C.)
Foi eleito cônsul novamente em 272 a.C., novamente com Lúcio Papírio Cursor. Por causa de suas façanhas em seu primeiro consulado (293 a.C.), eram considerados os únicos homens capazes de encerrar definitivamente a desgastante luta contra os samnitas. E, efetivamente, samnitas, lucanos, brútios se viram obrigados a se submeter a Roma. Mas não sobreviveram relatos sobre como estes povos foram subjugados. Ao regressar a Roma, Papírio celebrou um novo triunfo e, depois deste evento, não há mais notícias sobre ele. Cercou Tarento, que se rendeu aos romanos.